# Federico di Walbeck
Federico, Friedrich von Walbeck, (974 – 1018) fu conte di Walbeck e burgravio (Burggraf) di Magdeburgo, figlio di Sigfrido I il Vecchio, conte di Walbeck e di Cunigonda di Stade figlia di Enrico I il Calvo, conte di Stade. Era fratello di Tietmaro di Merseburgo, il cui Chronicon è la principale fonte di informazioni su di lui e del suo predecessore Enrico, conte di Walbeck.

## Biografia
Federico fu il primo Burggraf documentato di Magdeburgo. Federico e suo fratello Enrico accompagnarono, nel 998, il cugino Guarniero/Werner, margravio della Nordmark, assieme ad «altri eccellenti guerrieri» a rapire la promessa sposa Liudgarda a Quedlinburg. Guarniero si pentì del gesto assieme alla sua promessa sposa in un'assemblea a Magdeburgo convocata dalla badessa Matilde, figlia di Ottone I. Sembra apparentemente che Enrico e Federico non ebbero ripercussioni per la complicità nella vicenda. 
Federico sostenne Guarniero/Werner nella sua faida con Dedi I di Wettin. Gli anni prima della morte di Dedi furono oscurati da una faida con i conti di Walbeck. Quando il suocero Teodorico fu deposto come margravio della Nordmark, Dedi rivendicò per sé l'ufficio di margravio, ma esso fu invece concesso a Lotario I, lo zio di Federico e padre di Guarniero/Werner. Dedi I fu coinvolto nella devastazione del castello di Wolmirstedt che era in possesso dei conti di Walbeck. La disputa di Dedi con la casa di Walbeck continuò con il figlio e successore di Lotario, il margravio Guarniero/Werner. Dedi fu ucciso da Guarniero/Werner, da Federico e da venti uomini il 13 novembre 1009, vicino al Mose alla confluenza dei fiumi Tanger ed Elba. 
Quando la moglie Theburga morì, Federico chiese al fratello Tietmaro, all'epoca prevosto presso l'abbazia di famiglia a Walbeck, di far seppellire la moglie nell'abbazia della famiglia da lui retta; egli chiese si farla seppellire in una tomba specifica, la quale era però già occupata dal corpo di Willigiso, predecessore di Tietmaro. Dopo un primo rifiuto, acconsentì allo "scambio di bare", fatto di cui si pentì: egli infatti affermò che una notte sentì un forte rumore e vide il fantasma di Willigiso che gli disse che egli stava vangando per la Terra a causa sua. 

## Famiglia e figli
Federico si sposò con Thietburga, di famiglia sconosciuta. Federico e Thietuerga ebbero due figli: 
- Corrado, conte di Walbeck e burgravio di Magdeburgo[7];
- Brigida, badessa del monastero di San Lorenzo a Magdeburgo[7]; essa è definita da Tietmaro come sua nipote: ella quindi era figlia di Federico o figlia dello zio Lotario[8][9].

Alla morte di Federico, suo figlio ereditò il titolo di conte di Walbeck e il titolo di burgravio di Magdeburgo. 